# Радован Грбовић
Радован Грбовић (Мратишић код Ваљева ? — ? 1832) је био кнез и војвода из Првог српског устанка. Оба положаја преузео је по смрти брата Милована, а 1811. поново потврђен за војводу Колубарске кнежине у Ваљевској нахији.
У периоду 1809 — 1813. учествује у борбама на Дрини, а у доба релативног затишја један од команданата шанца на Ражњу.
Борио се и у другом устанку, али је убрзо затим потиснут у позадину.